# 巴西班让
巴西班让是位于新加坡皇后镇南部的一个地区，毗連肯特崗公園。

## 历史
曾经环绕海岸线的巴西班让路于1850年由约翰·特恩布尔·汤姆森铺设至裕廊河。汤姆森于1841年至1853年担任新加坡政府测量师。
1910年，政府接管鸦片业，并在巴西班让成立了一家国有工厂。自1960年代后期以来，从新加坡河到裕廊的整个海岸都被填海用作码头，几乎全部用于集装箱运输。巴西班让的沿海地区也被广泛填海为新加坡港的巴西班让码头。

## 地方

### 巴西班让碉堡

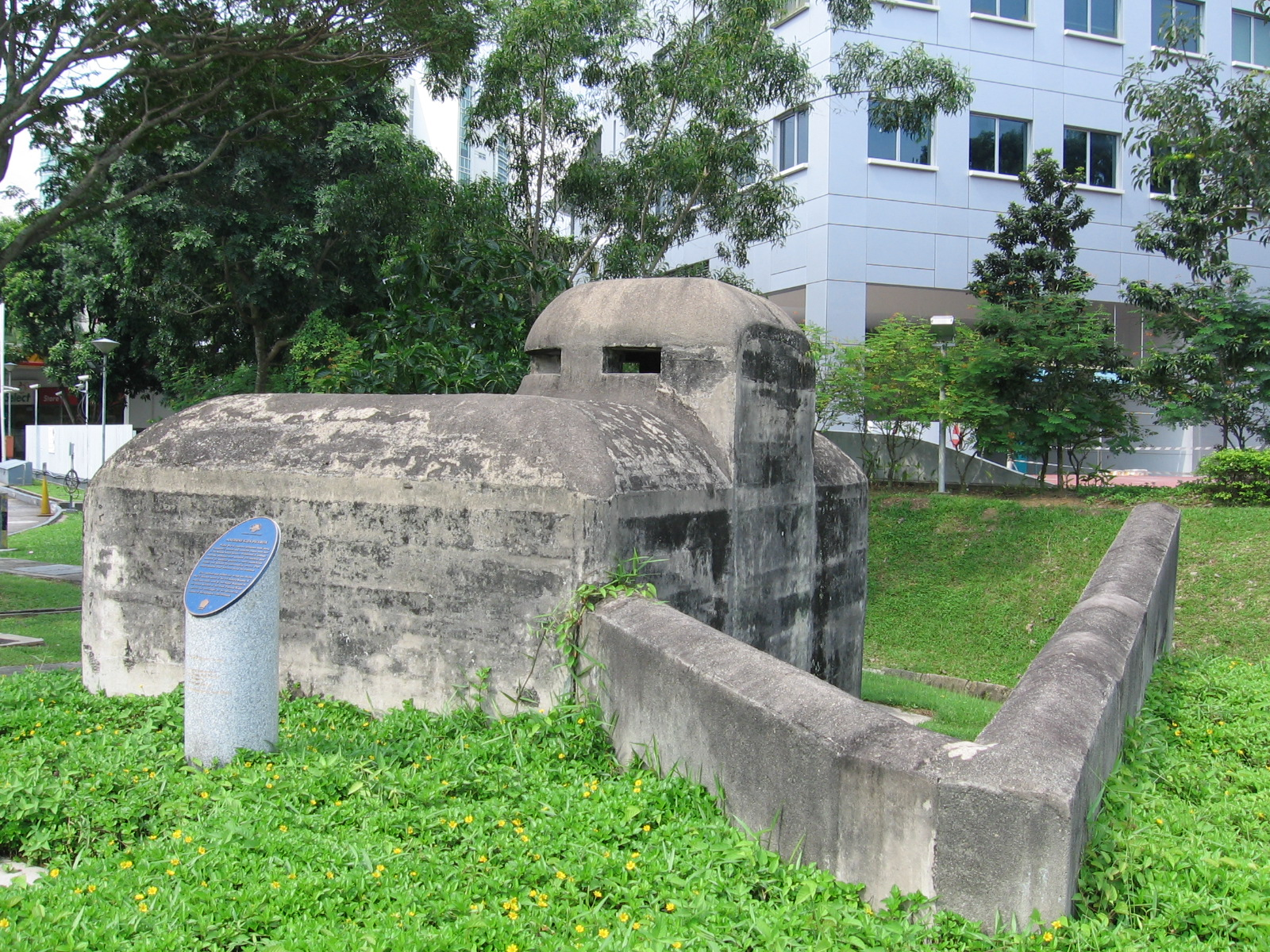
巴西班让碉堡

巴西班让碉堡是在日本入侵马来亚和新加坡之前建造的混凝土机枪碉堡，位于巴西班让路旁。战争期间，它位于海岸；然而，由于战后的土地开垦，现在距离大海0.75公里。

### 巴西班让码头

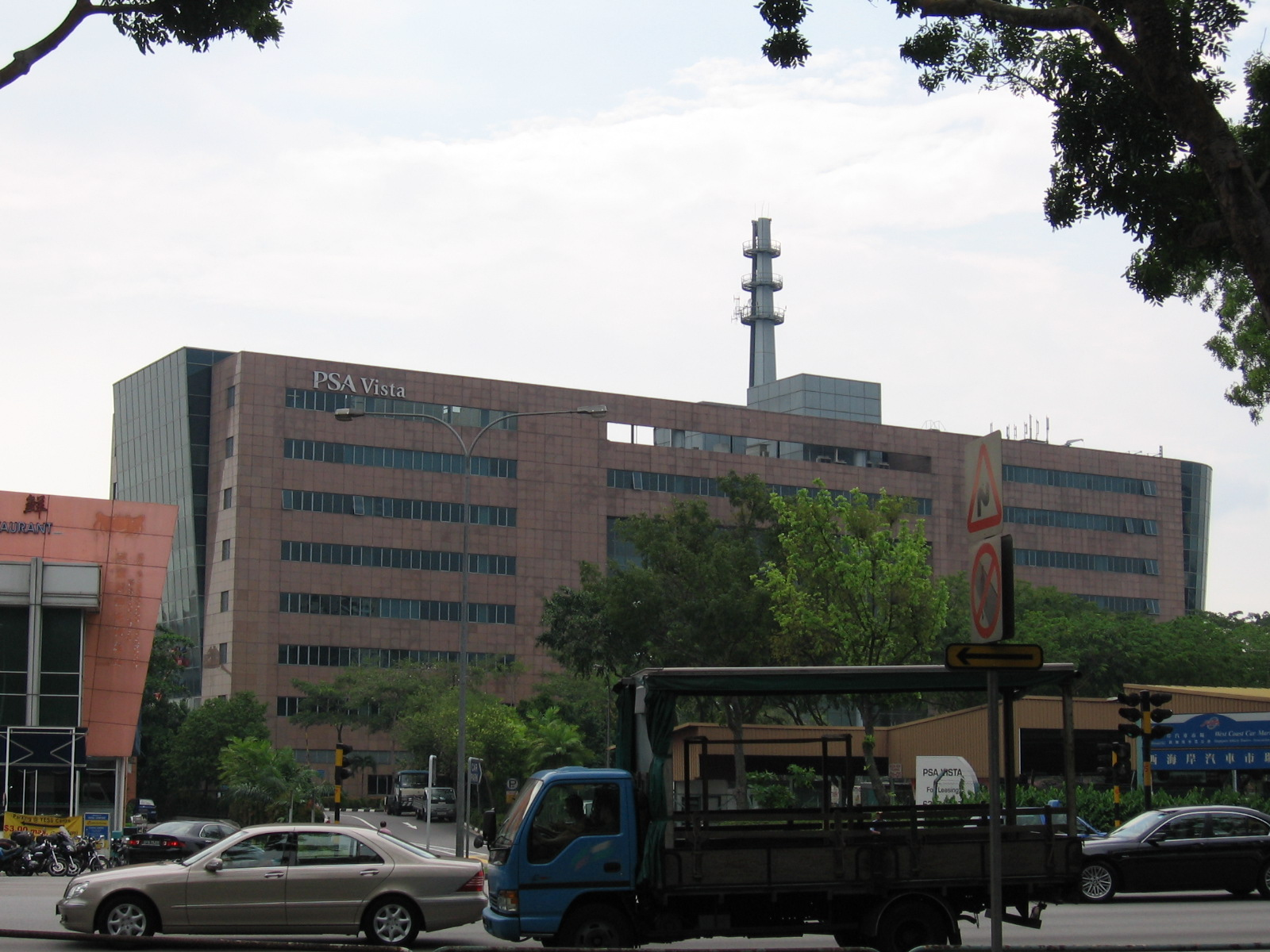
位于巴西班让航站楼的 PSA Vista 大楼。

1993年，新加坡港务局（现为新加坡國際港務集團）开始在巴西班让建造一个新的集装箱码头，即巴西班让码头。它位于该公司在吉宝港的其集装箱码头以西大约7公里。这个新的码头价值S$ 70亿，代表着PSA集装箱港口的重大扩张。该码头计划在 2040年大士超级港口建成后停止运营，所有 PSA 资产将转移到新港口。
中远海运港口（前身为中远太平洋）是共同投资者。  

### 旧巴西班让警察局
1986年，旧的新加坡警察部队巴西班让警察分局在服务了近40年之后撤离。它最初建于1950年，位于金文泰路、巴西班让路和西海岸路的十字路口附近，为散布在道路和地区周围的许多马来甘榜的居民提供了警察的安全保障。1991年旧楼拆除，土地平整。该地点现在是一个新的共管公寓——宏景（The Spectrum），它直接建在旧警察大楼和周围的土地上。

### 报恩寺
报恩寺由著名商人和虔诚的佛教徒李俊承于1954年建造。这座佛教寺庙是献给地藏菩萨，是为了纪念那些在1942年巴西班让战役中丧生的人而建造的。它位于新加坡南部海岸巴西班让路旁的推迁路的一个小山顶上。